# جيوفاني أنسيلمو
جيوفاني أنسيلمو (بالإيطالية: Giovanni Anselmo)‏ هو نحات إيطالي، ولد في 5 أغسطس 1934 في بورجوفرانكو دي إيفريا في إيطاليا.

## وصلات خارجية
- جيوفاني أنسيلمو على موقع مونزينجر (الألمانية)